# CYBERJAPAN
CYBERJAPAN（サイバージャパン）は、日本のクラブ系企業。1995年に代表のMITOMI TOKOTO（三富都琴）がウェブサイトマガジンを立ち上げ、日本のクラブカルチャーを取材し、発信し始める。2000年からイベントの主催を開始し、ダンスグループ・CYBERJAPAN DANCERSを結成。アーティストのマネージメント業務も行う。2020年2月よりTWIN PLANETとビジネスパートナーシップを締結。

## 所属アーティスト
- MITOMI TOKOTO - ハウスDJ、プロデューサー、リミクサー
- CYBERJAPAN DANCERS
- ULTRA ANGELS
- Yoseek
- YAMATOMAYA

## CYBERJAPAN DANCERS
CYBERJAPANのイベントや、日本やアジアのクラブを中心に活動するポールダンサー・ゴーゴーダンサー・モデルのグループ。ソロやグループでの雑誌グラビア掲載や、ランジェリーブランド「aimerfeel」「Ravijour」「Pardon!」のモデル活動も行っている。
2000年夏、MITOMI主催のクラブイベント「BIKINI NIGHTS」において夏らしく解放感あるイベントを演出するためにビキニ姿のゴーゴーダンサーを起用したのが始まり。このころはプロダンサーや外国人モデルがメンバー。男性メンバーも在籍し女性客に人気を博した。メンバーは固定されておらず、その日のスケジュールが合う者に出演依頼を行っていた。
2008年に、面白いという思いつきでギャル誌の読者モデルを集めて起用し体制を一新。その後「グループ」とすることでメンバーを限定してゆく（以前の「CYBERJAPAN」イベントのDANCERS、という括りから「CYBERJAPAN DANCERS」という一つのチーム結成の形。ただし、イベントには全員がそろうわけではなく、一部のメンバーが出演することが多い。逆にほぼ全員が揃うイベントには「CYBERJAPAN DANCERS ALLSTARS」と明記されていることも多い）。スカウトだけでなくオーディションも行われるようになり、メンバーの増減に際し新加入や卒業という言葉が使われるようになった。
イベント以外の活動として、2011年にテレビ東京『TOKYO DRIFT GIRLS』にレギュラー出演。2013〜2017年には「東京オートサロン」や「TOKYO RUNWAY」への出演した。2017年4月に研修生のチームとして「CYBERJAPAN JUNIOR」を結成。また、「美ボディダンサー集団」として国内の大型フェスを始めと、海外でも活躍するダンサー&モデルグループへと成長。クラブシーンからさらに活躍の場を広げ、（2014年から日本版の配信開始の）Instagramによるブームや、2016年のCDデビュー、2020年の公式YouTube開設などによりメンバーの日常やキャラクターへの認知が広まり、男性女性問わずファン層が拡大した。
普段のメンバーは元々がダンサー以外にもモデルやショップ店員・学生であったりと各々ライフスタイルが別であり、全員がプロダンサーという訳では無い。クラブイベント時に集まるいわゆる副業的なグループであったが、イベント以外の活動が増加するにつれ「CYBER JAPAN DANCERS」活動がメインになる者もいるなどシフトチェンジ。ダンサーではなくいわゆるアイドル的なイメージも先行している。
グループ自体が有名となった結果、脱退してモデルや女優・グラビア活動への転身するなど芸能界へのステップアップになっている一方、すでにある程度の人気がある者がオーディションに参加し採用されるなど、スカウトから登竜門的存在となりM&A企業のように変化。拡大し、常に入れ替わりの多いグループであるともいえる。

### メンバー
2024年9月11日現在。
- KANAE WATANABE（2010-）
- KAZUE WATANABE（2012-）
- MIKA T（2014-）
- KAREN（2015-）
- JUNON（2017-）
- HARUKA（2018-）
- RINA（2019-）
- MIYABI（2021-）
- HARACHAN（2021-）
- RIONA（2022-）
- MIYURI（2022-）
- RIAN（2023-）
- ENA（旧メンバーのENAとは別人物、2023-）
- AOI（2024-）
- KYRIE（2024-）
- YUYU（2024-）

#### 主な旧メンバー
- PINKY
- KURAN（2008-2011）
- SHIZUKA（2009-2011）
- RINO（2010-2014）
- SHIHO（2012-2014正式加入-2015）
- MAI（2014-2015）
- AIRI（2015）
- YURISA（2010-2016）
- NATSU（2013-2016）
- AYA（2016）
- RAIKA（2010-2017）
- HIROKO（2010-2015正式加入-2017）
- MARIE（2015-2017）
- MIKI（2017）
- AKANE（2017）
- AYAKA（2017）
- LINA（2012-2018）
- LORY（-2018）
- AI（2014-2018）
- AMI（2009）
- AYA（2016-2018）
- MOMOKA（2017-2018）
- HIKARU（2017-2018）
- AINA（2018）
- YURIYA（2012-2018）
- SAKURA（2016-2019）
- MAYUKI（2016-2019）
- NATSUNE（2018-2019）
- KEI（2019）
- REONA（2019）
- JURI（2010-2011正式加入-2020）
- YUMIKA（2017-2020）
- MIRIN（2018-2020）
- RIO（2019-2020）
- RIKO（2020）
- NAHO（2017-2021）
- RIRI（2015-2021）
- HITOMI（2016-2020）
- KANA（2014-2021）
- KOZUE（2017-2021）
- SERINA（2018-2022）
- ASAMI（2020-2022）
- RENA（2020-2022）
- ENA（2020-2022）
- MIKU（2020-2022）
- JENNY（2021-2023）
- CHIAKI（2020-2024）

## ディスコグラフィー
| # | タイトル           | レーベル     | 発売日        | 規格   | 品番       |
| - | ------------------ | ------------ | ------------- | ------ | ---------- |
| 1 | BIKINI SIZE        | Virgin Music | 2016年6月22日 | CD+DVD | TYCT-30059 |
| 2 | Summertime Forever | Virgin Music | 2017年7月12日 | CD+DVD | TYCT-39060 |
| 2 | Summertime Forever | Virgin Music | 2017年7月12日 | CD     | TYCT-30067 |
| 3 | Summer Summer      | Virgin Music | 2018年6月27日 | CD     | TYCT-30076 |
| 3 | Summer Summer      | Virgin Music | 2018年6月27日 | CD+DVD | TYCT-39077 |

| #                  | タイトル                                                    | レーベル     | 発売日        | 規格   | 品番       |
| ------------------ | ----------------------------------------------------------- | ------------ | ------------- | ------ | ---------- |
| 企画盤             | CYBERJAPAN DANCERSエクササイズ「SEXY SIZE」（セクシサイズ） | Virgin Music | 2015年8月19日 | CD+DVD | TYCT-60069 |
| スタジオ・アルバム | BIKINI FOREVER                                              | Virgin Music | 2019年7月17日 | CD     | TYCT-60143 |
| スタジオ・アルバム | BIKINI FOREVER                                              | Virgin Music | 2019年7月17日 | CD+DVD | TYCT-69153 |

| #              | タイトル             | レーベル     | 発売日       | 規格 | 品番       |
| -------------- | -------------------- | ------------ | ------------ | ---- | ---------- |
| ライブ・ビデオ | BIKINI de LIVE 2019! | Virgin Music | 2020年7月1日 | DVD  | TYBT-19027 |
| ライブ・ビデオ | BIKINI de LIVE 2019! | Virgin Music | 2020年7月1日 | BD   | TYXT-19018 |

## 写真集
- CYBERJAPAN 1st PHOTOBOOK（宝島社、2017年2月10日）
- CYBERJAPAN PHOTOBOOK 2018 "HOLIDAY★GALS"（宝島社、2018年3月19日）
- CYBERJAPAN PHOTOBOOK 2019 "BONJOUR!!"（集英社、2019年10月25日）
- CYBERJAPAN PHOTOBOOK 2020 "Yummy!"（宝島社、2020年9月17日）

### デジタル限定
- ダイナマイトHIP（講談社、FRIDAY、2018年9月21日） - KAREN、KANA、KAZUE
- バブリーギャルズ（光文社、FLASH、2018年10月19日） - KANAE、KAREN、KOZUE、MIRIN
- GAL party!!（集英社、週刊プレイボーイ、2018年11月9日）
- 美BODYギャルの日常（講談社、週刊ヤングマガジン、2019年2月22日） - KAREN、JUNON、HARUKA、NATSUNE
- はる、さむ、ぎゃる（集英社、週刊プレイボーイ、2019年4月5日） - KANAE、KAZUE、KAREN、KANA、HARUKA、JUNON
- ギャルだらけのランジェリー女子会!（光文社、FLASH、2019年6月28日） - KANAE、KAREN、KOZUE、JUNON、HARUKA
- 男子禁制「ギャル合宿」に潜入!（光文社、FLASH、2019年7月26日）- KANAE、KAREN、KOZUE、JUNON、HARUKA
- アナタと一緒に温泉バスツアー Vol.1&2&3（講談社、FRIDAY、2020年2月21日）
- えちえちマウス（光文社、FLASH、2020年5月1日） - KAREN、JUNON、KOZUE、RIO
- 20th Anniversary Year（集英社、週刊プレイボーイ、2020年6月19日） - KANAE、KAZUE、KAREN、KANA、HARUKA、KOZUE
- バチェラーパーティ 前編&後編（光文社、FLASH、2020年8月31日）
- グラビアちゃんはバズりたい（講談社、週刊ヤングマガジン、2021年4月15日） - KANAE、KANA、MIKA T、MIRIN
- 週刊ヤングマガジンアザーっす!<YM2020年39号未公開カット>（講談社、週刊ヤングマガジン、2021年5月15日） - KANAE、KAREN、HARUKA、KOZUE、JUNON

## ソロ写真集
- KAREN / 1st solo PHOTO BOOK（トランスワールドジャパン、2021年1月25日）
- HARUKA / はるか（扶桑社、2021年7月2日）
- KANAE、KAZUE / SISTERS（宝島社、2021年8月12日）

### オムニバス
- ギャラリー オブ ザ ノーズアート クイーン Vol.4（大日本絵画、2020年7月16日） - KANAE、KAZUE

### デジタル限定
- HARUKA / HARUKAはバズーカ（集英社、週刊プレイボーイ、2019年3月25日）
- KAREN / ある意味NUDE（集英社、週刊プレイボーイ、2019年11月25日）
- HARUKA / HHH（集英社、週刊ヤングジャンプ、2020年4月30日）
- CHIAKI / グラビアちゃんはバズりたい（講談社、週刊ヤングマガジン、2021年4月15日）
- ASAMI / グラビアちゃんはバズりたい（講談社、週刊ヤングマガジン、2021年4月15日）
- RIKO / グラビアちゃんはバズりたい（講談社、週刊ヤングマガジン、2021年4月15日）
- RIO / グラビアちゃんはバズりたい（講談社、週刊ヤングマガジン、2021年4月15日）
- KANAE / SISTERS Special Solo Version（宝島社、2021年9月30日）

## カレンダー
- CYBERJAPAN DANCERS OFFICIAL CALENDAR 2017（ワニブックス、2016年11月25日）
- CYBERJAPAN CALENDAR 2018（楽天コレクション、2018年）
- CYBERJAPAN CALENDAR 2019（楽天コレクション、2019年）
- CYBERJAPAN CALENDAR 2020（CYBERJAPAN inc、2019年）
- CYBERJAPAN CALENDAR 2021（CYBERJAPAN inc、2020年）